# اردوگاه کار اجباری اشتوتهوف

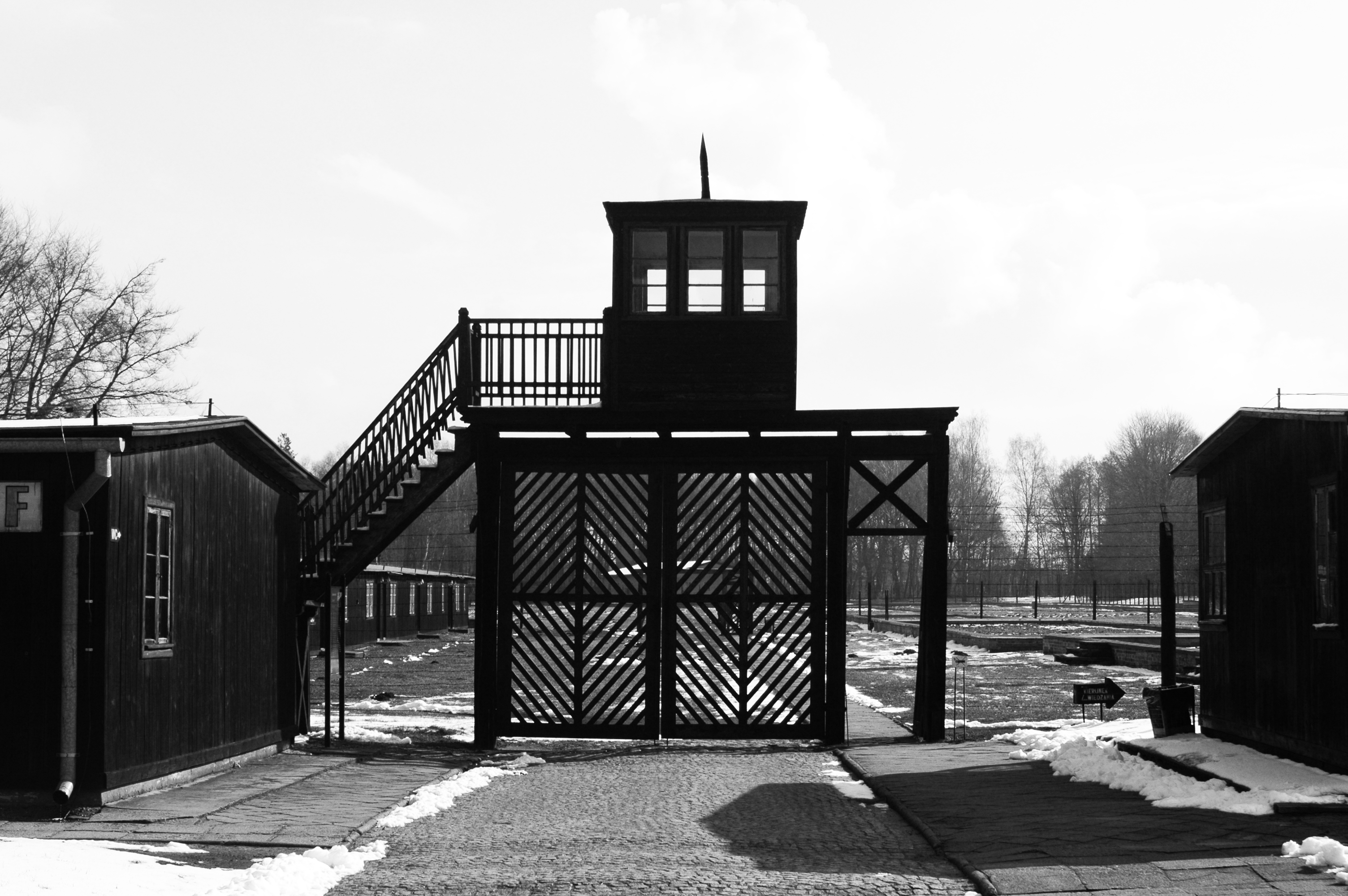
اردوگاه کار اجباری اشتوتهوف در سال ۲۰۰۸

اردوگاه کار اجباری اشتوتهوف (به آلمانی: KZ Stutthof) از بزرگترین اردوگاه‌های کار اجباری نازی‌ها بود که توسط رژیم نازی در ۲ سپتامبر ۱۹۳۹ در ۳۴ کیلومتری شرق دانتزیگ بازگشایی شد.
اشتوتهوف اولین اردوگاه کار اجباری آلمان بود که در خارج از مرزهای آلمان در جنگ جهانی دوم تأسیس شد و از 2 سپتامبر 1939 در حال فعالیت بود. این اردوگاه پس از تهاجم به لهستان در جنگ جهانی دوم در اطراف ساختارهای موجود برپا شد و در ابتدا برای زندانی کردن رهبران و روشنفکران لهستانی مورد استفاده قرار گرفت. اردوگاه تا ۴۰ اردوگاه فرعی داشت. 
این اردوگاه همچنین آخرین اردوگاهی بود که توسط متفقین در 9 مه 1945 آزاد شد. در مجموع، اردوگاه‌های فرعی ۱۱۰،۰۰۰ زندانی از ۲۵ کشور را در خود جای داده بودند. بیش از ۶۵ هزار نفر در این اردوگاه به دلیل قتل، گرسنگی، اپیدمی‌ها، شرایط کار شدید، تخلیه‌های بی‌رحمانه و اجباری و کمبود توجه پزشکی به قتل رسیدند. حدود ۲۸،۰۰۰ نفر از کسانی که جان باختند یهودی بودند.

## تاریخچه تاسیس اردوگاه
اردوگاه در ارتباط با پروژه پاکسازی قومی که شامل حذف نخبگان لهستانی (اعضای روشنفکران، رهبران مذهبی و سیاسی) در منطقه گدانسک و پروس غربی بود، تأسیس شد. حتی قبل از شروع جنگ، آلمانی‌های Selbstschutz در پومرانیا فهرست‌هایی از افرادی که باید دستگیر شوند تهیه کردند، و مقامهای نازی به طور مخفیانه مکان‌های مناسبی برای ایجاد اردوگاه‌های کار اجباری در منطقه خود بررسی می‌کردند. 
در ابتدا، اشتوت‌هوف یک اردوگاه بازداشت غیرنظامی تحت نظر رئیس پلیس دانتسیگ بود، قبل از گسترش عظیم بعدی آن. در نوامبر ۱۹۴۱، به یک اردوگاه «آموزش کار» (مانند داخائو) تبدیل شد که توسط پلیس امنیتی آلمان اداره می‌شد. در نهایت، در ژانویه ۱۹۴۲، اشتوت‌هوف به یک اردوگاه کار اجباری معمولی تبدیل شد.

## ساختار اردوگاه

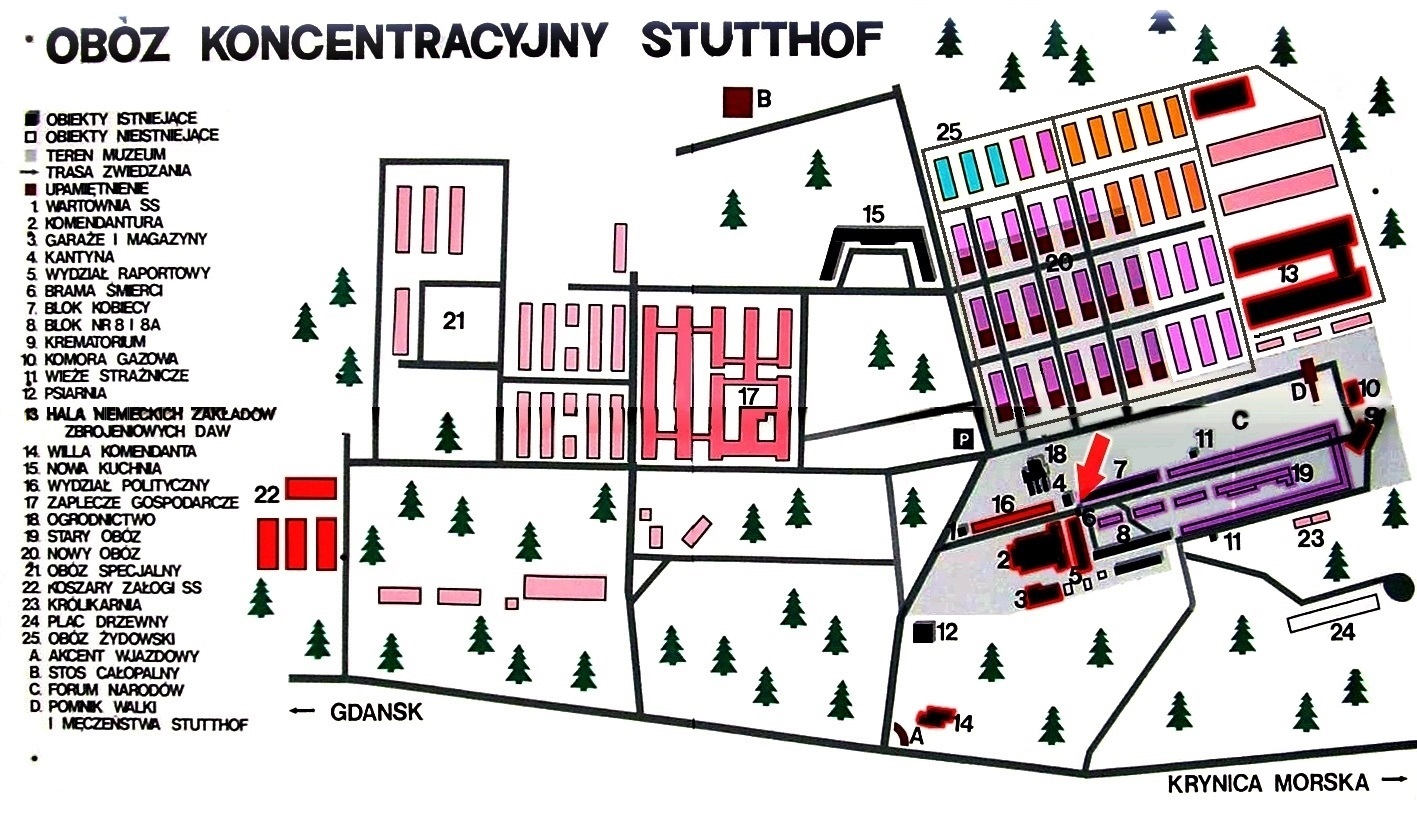
نقشه کمپ اصلی پس از گسترش.

اردوگاه اصلی با حصار سیم خاردار احاطه شده بود. این اردوگاه شامل هشت باراک برای زندانیان و یک «فرماندهی» برای نگهبانان اس‌اس بود. در سال ۱۹۴۳، اردوگاه گسترش یافت و یک اردوگاه جدید در کنار اردوگاه اصلی ساخته شد. این اردوگاه نیز با حصار سیم خاردار برقی احاطه شده بود و شامل سی باراک جدید بود که مساحت کل را افزایش داد. 
یک کوره جسدسوزی و اتاق گاز در سال ۱۹۴۳ اضافه شد، درست به موقع برای شروع اعدام‌های دسته‌جمعی زمانی که اشتوت‌هوف در ژوئن ۱۹۴۴ در «راه‌حل نهایی» گنجانده شد. از واگن‌های گاز متحرک نیز برای تکمیل ظرفیت حداکثری اتاق گاز (۱۵۰ نفر در هر اعدام) در مواقع نیاز استفاده می‌شد.

## زندانیان
اولین ۱۵۰ زندانی که در ۲ سپتامبر ۱۹۳۹ زندانی شدند، از میان لهستانی‌ها و یهودیانی انتخاب شدند که بلافاصله پس از شروع جنگ در گدانسک دستگیر شده بودند. جمعیت زندانیان در دو هفته بعد به ۶،۰۰۰ نفر رسید. تا سال ۱۹۴۲، تقریباً همه زندانیان لهستانی بودند. تعداد زندانیان در سال ۱۹۴۴ به طور قابل توجهی افزایش یافت، با یهودیان که بخش قابل توجهی از تازه‌واردان را تشکیل می‌دادند. اولین گروه ۲،۵۰۰ زندانی یهودی در ژوئیه ۱۹۴۴ از آشویتس رسیدند. در مجموع، ۲۳،۵۶۶ یهودی (شامل ۲۱،۸۱۷ زن) از آشویتس به اشتوتهوف منتقل شدند، و ۲۵،۰۵۳ (شامل ۱۶،۱۲۳ زن) از اردوگاه‌های کشورهای بالتیک.
زمانی که ارتش شوروی در ژوئیه و اوت ۱۹۴۴ شروع به پیشروی از طریق استونی تحت اشغال آلمان کرد، کارکنان اردوگاه کار اجباری کلوگا اکثریت زندانیان را از طریق دریا تخلیه کردند و به اشتوتهوف فرستادند. منابع دیگر می‌گویند که کارکنان اردوگاه بیشتر زندانیان باقی‌مانده را در یک قتل‌عام دسته‌جمعی کشتند.
زندانیان ثبت‌شده اشتوت‌هوف شامل شهروندان ۲۸ کشور بودند، و علاوه بر یهودیان و لهستانی‌ها – آلمانی‌ها، چک‌ها، هلندی‌ها، بلژیکی‌ها، فرانسوی‌ها، نروژی‌ها، فنلاندی‌ها، دانمارکی‌ها، لیتوانی‌ها، لتونی‌ها، بلاروسی‌ها، روس‌ها و دیگران. از میان ۱۱۰،۰۰۰ زندانی، یهودیان از سراسر اروپا، اعضای زیرزمینی لهستان، غیرنظامیان لهستانی که در طول قیام ورشو از ورشو تبعید شده بودند، روشنفکران لیتوانی و لتونی، مبارزان مقاومت لتونی، بیماران روانی، زندانیان جنگی شوروی، و کمونیست‌ها. یکی از زندانیان برجسته و بازمانده از اردوگاه کار اجباری اشتوتهوف، عضو پارلمان حزب کمونیست دانمارک مارتین نیلسن بود که تبعید خود به اردوگاه، تجربه در اردوگاه و راهپیمایی مرگ از اردوگاه را در کتاب خود «گزارش از اشتوت‌هوف» شرح داد. اعتقاد بر این است که زندانیانی که برای اعدام فوری فرستاده شدند، ثبت نشده بودند. 

## شرایط
شرایط در اردوگاه بسیار سخت بود؛ ده‌ها هزار زندانی از گرسنگی و بیماری جان باختند. بسیاری در اپیدمی‌های تیفوس که در زمستان ۱۹۴۲ و دوباره در ۱۹۴۴ اردوگاه را فرا گرفت، جان باختند؛ کسانی که نگهبانان اس‌اس آنها را برای کار ضعیف یا بیمار تشخیص دادند، در اتاق گاز کوچک اردوگاه کشته شدند. اولین اعدام‌ها در ۱۱ ژانویه و ۲۲ مارس ۱۹۴۰ انجام شد – ۸۹ فعال لهستانی و مقامهای دولتی تیرباران شدند.
گاز گرفتن با سیکلون ب در ژوئن ۱۹۴۴ آغاز شد. ۴،۰۰۰ زندانی، از جمله زنان و کودکان یهودی، قبل از تخلیه اردوگاه در اتاق گاز کشته شدند. روش دیگر اعدام در اشتوتهوف تزریق کشنده فنول بود. زندانیان همچنین در گل غرق یا با چماق کشته می‌شدند. بین ۶۳،۰۰۰ تا ۶۵،۰۰۰ نفر در اردوگاه جان باختند.

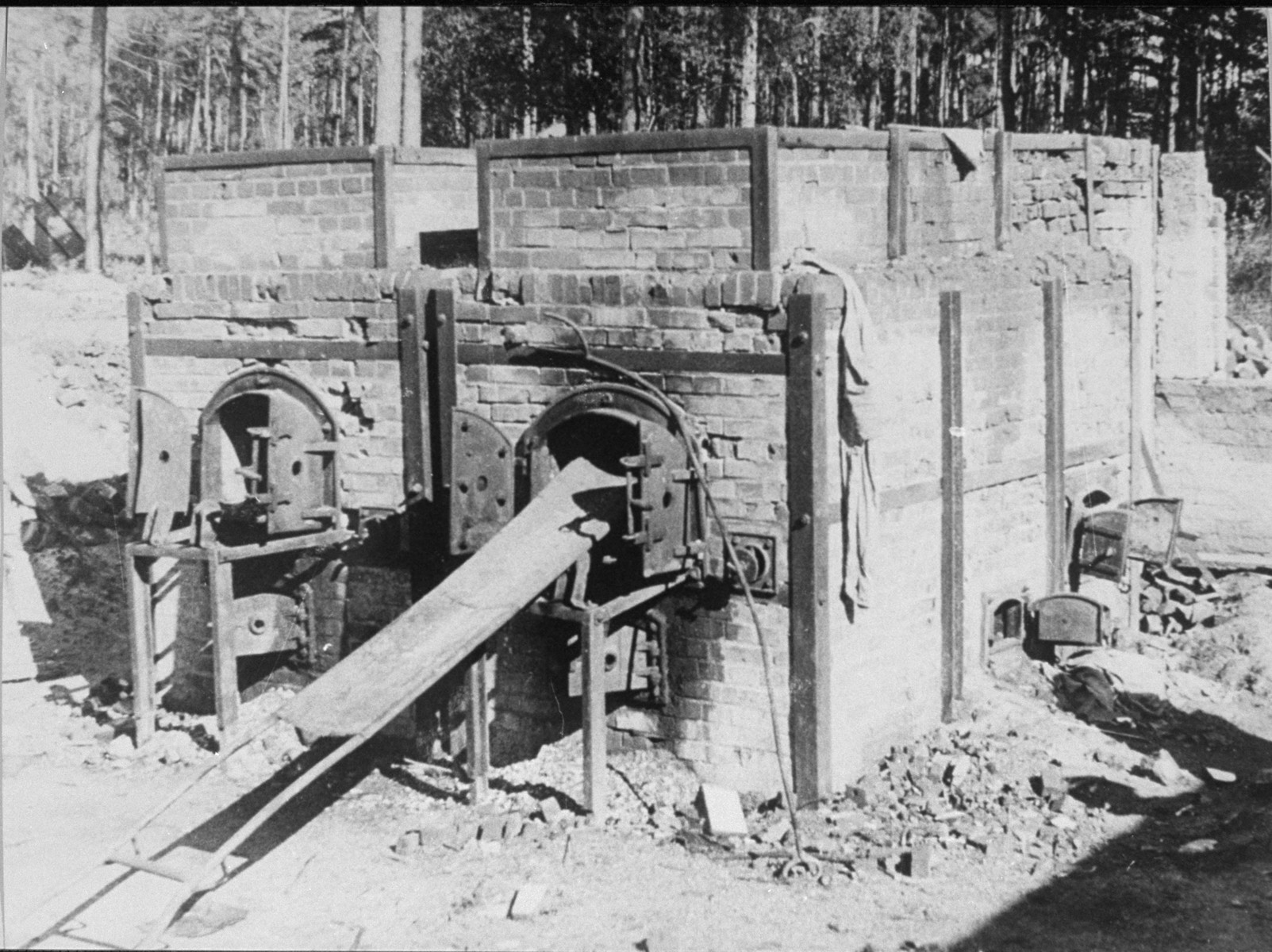
دو کوره جسد سوزی از اشتوتهوف که پس از آزادسازی عکس گرفته شده است

مجموعه‌ای از سازمان‌ها و افراد آلمانی از زندانیان اشتوتهوف به عنوان کارگران اجباری استفاده کردند. بسیاری از زندانیان در کسب‌ و کارهای متعلق به اس‌اس مانند DAW (به معنای واقعی کلمه «کارخانه تجهیزات آلمان»)، کارخانه تسلیحاتی به شدت محافظت‌شده واقع در داخل اردوگاه در کنار باراک‌های زندانیان کار می‌کردند. سایر زندانیان در شرکت‌های صنعتی خصوصی، در کشاورزی، یا در کارگاه‌های خود اردوگاه کار می‌کردند.  
در سال ۱۹۴۴، با افزایش اهمیت کار اجباری توسط زندانیان اردوگاه‌های کار اجباری در تولید تسلیحات، یک کارخانه هواپیماسازی فوکه-وولف در اشتوتهوف ساخته شد. در نهایت، سیستم اردوگاه اشتوت‌وف به شبکه‌ای از اردوگاه‌های کار اجباری تبدیل شد. 

## فرماندهان
اردوگاه دو فرمانده داشت:
- اس‌اس-اشتورمبانفورر ماکس پائولی،[۱۹] سپتامبر 1939 – اوت 1942
- اس‌اس-اشتورمبانفورر پاول-ورنر هوپه، اوت 1942 – ژانویه 1945

## راهپیمایی مرگ
تخلیه زندانیان از سیستم اردوگاه اشتوتهوف در ۲۵ ژانویه ۱۹۴۵ آغاز شد. زمانی که تخلیه نهایی آغاز شد، تقریباً ۵۰,۰۰۰ زندانی، بیشتر آنها یهودی، در سیستم اردوگاه اشتوتهوف بودند. زندانیان به سمت لمبورک در شرق آلمان راهپیمایی شدند. با پیشروی نیروهای شوروی، آلمانی‌ها زندانیان بازمانده را مجبور کردند که به اشتوتهوف بازگردند. 
در اواخر آوریل ۱۹۴۵، زندانیان باقی‌مانده از طریق دریا از اشتوتهوف خارج شدند، زیرا اردوگاه به طور کامل توسط نیروهای شوروی محاصره شده بود. بار دیگر، صدها زندانی به دریا انداخته شده و تیرباران شدند. بیش از ۴,۰۰۰ نفر با قایق‌های کوچک به آلمان فرستاده شدند، برخی به اردوگاه کار اجباری نوینگامه نزدیک هامبورگ و برخی به اردوگاه‌هایی در امتداد ساحل بالتیک. در ۵ مه ۱۹۴۵، یک قایق بزرگ پر از زندانیان گرسنه به بندر کلینتهولم هاون در دانمارک کشیده شد که در آن ۳۵۱ نفر از ۳۷۰ نفر سرنشین نجات یافتند. 
کمی قبل از تسلیم آلمان، برخی زندانیان به مالمو، سوئد منتقل شده و به مراقبت آن کشور بی‌طرف سپرده شدند. تخمین زده شده که حدود نیمی از زندانیان تخلیه شده، بیش از ۲۵,۰۰۰ نفر، در طول تخلیه از اشتوتهوف و زیر اردوگاه‌های آن جان باختند. 
نیروهای شوروی در ۹ مه ۱۹۴۵ اشتوتهوف را آزاد کردند و حدود ۱۰۰ زندانی که توانسته بودند پنهان شوند را نجات دادند.